# Полярність (у міжнародних відносинах)
Полярність у міжнародних відносинах — будь-який із різних способів, якими влада розподіляється у міжнародній системі. Вона описує природу міжнародної системи в будь-який даний період часу. Полярність розподіляється на три типи систем: однополярність, біполярність, та мультиполярність із чотирма або більше центрами сили. Тип системи повністю залежить від розподілу сили і впливу держав в регіоні або на глобальному рівні.
Серед теоретиків у сфері міжнародних відносин широко поширена думка, що міжнародна система після Холодної війни є однополярною: витрати США на оборону «близькі до половини глобальних військових витрат; військово-морський флот перевершує всіх інших разом узяті; шанс на потужний перший ядерний удар по колишньому ворогові, Росії; наукові дослідження і розробки оборонного бюджету становлять 80 відсотків від загального обсягу видатків на оборону найочевиднішого майбутнього конкурента, Китаю; і незафіксовані глобальні захисні можливості».

## Однополярність
Однополярність в міжнародній політиці це розподіл сил, в якому одна держава здійснює більшість впливу на культурну, економічну та військову сфери.
- Однополярність є міждержавною системою, а не імперією. Монтейро цитує Роберта Джервіса з Колумбійського університету в підтримку своєї заяви, який стверджує, що «однополярність передбачає існування багатьох юридично рівних держав, того, що заперечує імперія».[2] Монтейро підкреслює цей момент далі через Даніеля Нексона і Томаса Райта, які стверджують, що «в імперії, міжсоцієтальна практика „розділяй і володарюй“ заміняється міждержавним балансом сил».[3]
- Однополярність є анархічною. Анархія є результатом неповної переваги сили уніполюсу. Кеннет Уолц з Колумбійського університету, якого цитує Монтейро, стверджує, що велика держава не може «здійснювати позитивний контроль у всьому світі».[4] Таким чином, відносно слабкі країни мають свободу робити свій політичний вибір, що не залежить від гегемона. Обмеження влади цього уніполюсу є відмінною рисою між однополярною системою і гегемонічною.
- У однополярній системі існує тільки одна велика держава, яка не має конкурентів. Якщо з'являється конкурент, то міжнародна система перестає бути однополярною. Кеннет Уолц стверджує, що Сполучені Штати є єдиним «полюсом», що мають глобальні інтереси.[4]

Вільям Уолфорт, професор управління ім. Деніела Уебстера у Дартмутському коледжі, вважає однополярність мирною системою. Він вважає, що вона «виступає за відсутність війни між великими державами, а також за порівняно низький рівень конкуренції за престиж або безпеку з двох причин: перевага влади провідної держави знімає проблему гегемоністського суперництва із світової політики, і це зменшує проблеми балансу сил серед великих держав». «Тому один полюс є кращим варіантом, і конкуренція у сфері безпеки серед великих держав має бути мінімальною». Однополярність створює мало стимулів для конкуренції у сферах безпеки і престижу між великими державами. Ця ідея заснована на теорії гегемоністської стабільності і відмови від теорії балансу сил. Теорія гегемоністської стабільності передбачає, що «потужні держави розвивають міжнародні порядки, які є стабільними доки диференціальне зростання потужності виробляє незадовільний стан з можливістю оскаржити домінуюче становище на лідерство. Чим ясніша і більша концентрація влади у провідній державі, тим більше мирний міжнародний порядок буде з ним пов'язаний». Теорія балансу сил, навпаки, передбачає, що до тих пір, поки міжнародна система залишається в рівновазі (без однополярної влади), підтримується мир.
Нуно П. Монтейро стверджує, що теоретики міжнародних відносин вже давно обговорюють довговічність однополярності (тобто, коли вона закінчиться), але не відносну миролюбність, що приносить однополярність країнам в рамках міжнародної системи. Замість того, щоб порівнювати відносну миролюбність однополярності, мультиполярності і біполярності, він виявляє причинно-наслідкові шляхи війни, які є ендемічними для однополярної системи. Він не ставить під сумнів можливість війни великої держави в однополярному світі, що є центральним принципом Вільяма С. Уолфорта в його книзі «World Out of Balance: International Relations and the Challenge of American Primacy». Замість цього він вважає, що «однополярні системи забезпечують стимули для двох інших видів воєн: війни великої держави проти відносно слабкої, і війни, участь в якій беруть тільки слабкі держави». Гіпотеза Монтейро знаходиться під впливом середовища перших двох десятиліть після Холодної війни, того середовища, що було одночасно однополярним і рясніло війнами". Сполучені Штати були в стані війни протягом тринадцяти з двадцяти двох років з моменту закінчення Холодної війни. Іншими словами, на перші два десятиліття однополярності, які складають менше 10 відсотків історії США, припадає понад 25 відсотків часу в стані війни від загального".

Найранішим пророком однополярності був Фіхте, хоча він не використовував даний термін (використовуючи замість нього «всесвітня монархія»). Як це не парадоксально, батько німецького націоналізму і переконаний прихильник балансу сил був першовідкривачем однополярності. Ще в 1806 році, Фіхте написав «Характеристику теперішнього часу». Це був рік битви при Єні, коли Наполеон розгромив Пруссію. Завдання Наполеона відкрило йому сумнівну природу балансу сил і набагато більш глибоку і домінуючу історичну тенденцію:
Існує тенденція, яка необхідна кожній створеній державі, розширити себе в цілому … Така ситуація існувала у Стародавній історії … У міру того як держави стають сильнішими і відкидають зовнішню [папську] владу, тенденція до «Універсальної Монархії» обов'язково виявиться у цілому християнському світі… Ця тенденція … показав себе успішною в декількох державах, які могли б претендувати на панування, і після падіння папства, вона стала єдиним надихаючою основою нашої історії … Зрозуміло чи ні, але ця тенденція лежить в корені започаткування багатьох держав у сучасну епоху… Хоча жодна окрема Епоха, можливо, не передбачається для цієї мети, але цей дух, який проходить через всі ці окремі Епохи і незримо закликає їх і далі.

### Американське панування
Перший мислитель, який передбачив як однополярний світ так і Панування Америки, британський політик Вільям Гладстон (Алексіс де Токвіль в середині дев'ятнадцятого століття, очікував біполярний світ із центром в Америці і Росії, але не просунувся далі біполярності). У 1878 році Гладстон писав:
У той час як ми просувалися зі зловісної швидкістю, Америка промчала повз нас, ніби галопом. Навряд чи є сумніви, що дочка через не надто далекий час буде … безсумнівно, ще сильніше, ніж мати … Вона [Америка], ймовірно, стане тим ким ми є зараз, головою у великому господарстві світу…
У 1885 році, китайський філософ, Кан Ювей опублікував свою філософію «Всесвітнього єднання», де він обґрунтовував своє бачення на політичну експансію, яка розпочалася в безпам'ятному минулому і триває в ці дні. Він приходить до висновку:
Нарешті, сформовані нинішні держави світу. Цей процес [зливання і утворення меншої кількості, але більших одиниць] відбувається серед 10000 країн протягом декількох тисяч років. Перехід від дисперсії до єднання серед чоловіків, і цей принцип, коли світ [поступово] виходить з того відгородження, щоб відкритися, є спонтанними [робочими] Шляхами Неба (або природи) і людськими справами.
Він вірив, що жоден фактор, в кінцевому рахунку, не зможе протистояти «законам імперії». Кан Ювей демонстрував кульмінацію триваючого світового об'єднання остаточною конфронтацією між Сполученими Штатами і Німеччиною: "В один прекрасний день Америка буде займати цілий Американський континент і Німеччина буде займати цілу Європу. Це прискорить світ на шляху до «Всесвітнього єднання».
Кан Ювей належав до цивілізації, яка зазнала тисячолітній однополярний порядок. Він знав, як в своїй цивілізації вона виникла і кілька разів відродилася. Природно, що його теорія дуже реалістична, глибока, і розвивалася  відносно західних сучасників переконаних в універсальності балансу сил або, в кращому випадку, маючи абстрактні ідеї про Парламент чоловіків і Федерацію світу.
Інший вчений, який запропонував гіпотезу про майбутній однополярний світовий порядок і Панування Америки був французький демограф, Джордж Вахер де Лапуж, з його «L'Aryen: Son Role Social», яка була опублікована в 1899. Подібно Кан Ювею, він окреслив логічне зростання імперій від бронзової доби до його днів, коли «шість штатів керують … трьома чвертями земної кулі», і прийшов до висновку: «Близький той момент, коли почнеться боротьба за пануванням над світом».

Вахер де Лапуж не зробив ставку на Вашингтон і Берлін в фіналі протистояння за світове панування, як Кан Ювей. Подібно де Токвілю, він правильно вгадав суперників часів Холодної війни, але він пішов на один крок далі. Він оцінив шанси Сполучених Штатів як фаворита у фінальному протистоянні: 
«Царювання Європи закінчилося, це добре … Майбутнє Франції здається менш певним, але це не є необхідним, щоб бути в омані … Я не вірю, до речі, що Німеччина може розраховувати на довше майбутнє … Ми могли б … передбачити … можливість що Англія і її величезна імперія капітулює перед Сполученими Штатами. Останні … є істинними противниками Росії у великій боротьбі, що наближається… Я також вважаю, що Сполучені Штати тріумфують, в іншому випадку, всесвіт був би Російським».
Через рік після того, як Вахер де Лапуж опублікував своє бачення, Герберт Уеллс в «Передбаченні» (1900) передбачив, що «великий міський район між Чикаго і Атлантикою» уніфікується в англомовну державу, і це розмовляюче англійською об'єднання "Нова Республіка домінуюча в світі, до 2000 року стане засобом, «за допомогою якого кінцевий мир у всьому світі існуватиме завжди». Це буде «новий соціальний Геркулес, який буде душити змій війни і національну неприязнь в колисці». Такий синтез "народів, які в даний час використовують англійську мову, я вважаю, не тільки можлива, але ймовірна річ.
Бачення Вахера де Лапуж і Уеллса виправдалися. Сполучені Штати є єдиною країною на початку 21-го століття, яка має здатність проектувати військову міць в глобальному масштабі, забезпечуючи його повний контроль над глобальними надбаннями. При відсутності життєздатного претендента на горизонті в короткостроковій перспективі, нинішній розподіл влади в переважній більшості випадків віддає перевагу Сполученим Штатам, що робить світовий порядок, який її автори мали намір побудувати в 1945 році, більш надійним. Питання, яке залишається для теоретиків міжнародних відносин, як довго цей «однополярний момент» триватиме. Одна з теорій світового порядку стверджує, що постійні біполярні і багатополюсні порядки пройшли свій горизонт подій, і далі однополярність буде перервана тільки дуже рідкісними «мультиполярними моментами», хоча і не обов'язково під Американським Пануванням. Шон М. Лінн-Джонс, редактор «Міжнародної безпеки», надає резюме доводів, висунутих Кеннет Уолцу, Джону Айкенберрі і Баррі Позену.

### Кеннет Уолц
Кеннет Уолц, засновник неореалізму, в своїй епохальної праці"Теорія міжнародної політики" (1979), відкидав можливість існування однополярності. На думку дослідника (1979: 136), число полюсів у міжнародній системі не може бути меншим ніж два. Втім, протягом дванадцяти років однополярність виникла. У двох роботах 1993 р. — «Структурний реалізм після холодної війни» та «Становлення нової структури міжнародної політики» — Уолц захищає теорію неореалізму проти шквалу критики, яка виникла після закінчення холодної війни. Перш за все, він підкреслює, що однополярність є «найменш стійкою міжнародною конфігурацією». Він провів аналіз однополярної сьогодні структури світової політики з точки зору політичного реалізму, стверджуючи, що реалізм є найкращим теоретичної підходом для розуміння міжнародної політики і близького майбутнього американського домінування.
Уолц також розкритикував теорію демократичного миру, згідно якої дві демократичні держави не можуть розпочати війну одна проти одної, як таку, що не є викликом політичному реалізму. Уолц стверджує, що війна укорінена в анархічній структурі, або у середовищі самодопомоги, міжнародної системи. Відтак, на думку дослідника, проста зміна внутрішньої політичної структури держав не призведе до зникнення війни. Уолц погоджується, що «демократії рідко воюють з демократіями», хоча наголошує на тому, що демократії схильні розв'язувати війни проти недемократичних держав задля їх демократизації і, таким чином, подальшого зміцнення демократичного миру. Відтак, на думку Уолца, поширення демократії може призвести до зниження кількості війн у світі. Другий виклик теорії політичного реалізму стверджує, що економічна взаємозалежність сприяє встановленню миру. Уолц вважає цю причинно-наслідкову логіку зворотною: мир може сприяти економічній взаємозалежності держав. Мир є стійким тоді, коли політична монополія на силу, або сприятливий баланс сил, здатні запобігти зміні статусу кво ревізіоністськими силами. Зрештою, Уолц стверджує, що сильна економічна взаємозалежність не змогла запобігти війни у 1914 р.
Третім викликом політичному реалізму, якому дає відповідь Уолц, є зростання міжнародних інституцій як основних акторів міжнародної політики. Уолц стверджує, що структура сили у міжнародній системі визначає роль інституцій. НАТО, до прикладу, часто вказується як інституція яка пережила своє первинне призначення — запобігання нападу СРСР на країни Західної Європи. На думку Уолца, продовження існування НАТО є яскравим свідченням того, як міжнародні інституції створюються та підтримуються сильнішими державами (такими як США) задля реалізації їх реальних або надуманих національних інтересів. Зрештою, Уолц звертається до питання міжнародної політики та надає інтерпретацію феномену наявності єдиного полюсу сили в світі в Сполучених Штатів Америки з точки зору реалістичної теорії. З точки зору Уолца, однополярність є тимчасовою та поступово зникає. По-перше, оскільки не існує такої великої потуги, яка б змогла стримувати авантюризм Сполучених Штатів, останні послаблять себе через неправильне використання своєї сили на глобальному рівні. «Свобода дій» щодо прийняття політичних рішень дозволить США діяти на власний розсуд відповідно до «внутрішнього політичного тиску та національних амбіцій». По-друге, навіть якщо США проводитимуть доброзичливу зовнішню політику, інші держави все одно робитимуть спроби об'єднатися проти Сполучених Штатів з метою встановлення балансу силу, оскільки асиметрія сили цього вимагає: у міжнародному середовищі, в якому усі покладаються на власні сили, держави турбуються не стільки про наміри інших держав, скільки про їхні силові потенціали. «Незбалансованість сили призводить до того, що слабкіші держави починають відчувати неспокій, в них з'являються причини посилити власні позиції», стверджуєУолц. Він вважає, що Китай вже починає врівноважувати силу США. Наостанок, наявність єдиного світового полюсу в США зникає, а мультиполярність вже матеріалізується.

#### Томас Моул(Thomas Mowle)та Девід Сако(David Sacko)
Оскільки монополярність проіснувала довше, ніж очікував Уолц, Томас Моул та Девід Сако опублікували працю під назвою «Монополярний світ: незбалансоване майбутнє» (2007). За словами авторів, «Ця книга розвиває теорію монополярної політики задля доповнення теорії Уолца». Вони пояснюють необхідність дослідження предмета таким чином: «Невдовзі після того як Уолц створив свою теорію міжнародної політики, світ зсунувся … не назад до того стану речей, що існував колись до створення теорії, але до чогось раніше не баченого. Наша дисципліна сильно затрималась в уламках історії, вона занадто довго намагалась відновити щось знайоме з руїни … Ми повинні завершити теорію політичного реалізму, інтегрувавши розуміння однополярності в наше знання про багатополярність та біполярність».
«Чимось раніше не баченим» є той факт, що сила Сполучених Штатів Америки залишається незбалансованою. «Станом на сьогодні, політична наука не змогла дати відповіді цій загадці». Реалізм «не може прояснити цю ситуацію». «Провідна теорія міжнародної політики зайшла у глухий кут, оскільки вона очікує такий світоустрій, де існують різні великі потуги. Реалісти очікують, що держави збалансовуватимуть зростаючи сили задля запобігання концентрації сили в одному полюсі». Моул та Сако  пропонують пояснення невдачі дослідження моно полярності: "Для західного суспільства, зануреного в історію балансування та індивідуалізму, однополярність здається автократичним. Державам, які мають велике минуле як міжнародний актор, однополярність є нестерпною… для тих, хто бажає викладати історію та міжнародні відносини, однополярність здається «Фукуямницькою».
Хоча однополярність є загалом небажаною, вона продовжує існувати: «У той час як багато людей хочуть, щоб влада була розподілена іншим чином, однополярність є реальною». Відтак, здається природним, що структурний реалізм повинен розвинути множинність гіпотез для моно полярного світу. Натомість реалісти опиралися висновку, згідно якого світ є однополярним, та шукали докази збалансування сили гегемона іншими державами. Зокрема, деякі дослідники розвинули концепцію м'якого балансування — балансування яке не балансує силу взагалі. Такі намагання є контр-продуктивними, оскільки реалізм та монополярність є сумісними. За словами авторів, «Вчені не повинні відчайдушно шукати ознаки балансування сили, вони не повинні пом'якшувати балансування до непізнаваності, і вони не повинні стояти на сторожі першого проблиску нового світанку мультиполярності».
Джон Ікенберрі
Джон Ікенберрі пояснює чому інші великі держави вирішили не балансувати проти Сполучених Штатів після закінчення «холодної війни» в «інституціях, стратегічних стримувань і збереженні американського післявоєнного порядку». На його думку, реалістичні прогнози щодо балансування сил не приносять плоду у зв'язку з тим, що Сполучені Штати вдалися до стратегічного обмеження після Другої світової війни, тим самим переконуючи слабші держави, що вони більш зацікавлені в співпраці, а не в пануванні. Стратегічне обмеження США дозволило слабшим державам брати участь у формуванні післявоєнного світового порядку, що обмежило можливості Сполучених Штатів використовувати загальні переваги влади. Ікенберрі відзначає, що, хоча Сполучені Штати могли б односторонньо займатися необмеженим проектуванням влади, вони вирішили замість того, щоб «зафіксувати» свою перевагу, створивши міцний інституційний порядок, давши слабшим країнам право голосу, зменшивши сильну невизначеність влади та пом'якшивши дилему безпеки. Ліберальні основи гегемонії США — прозорої демократичної політичної системи — полегшили інші країни, які прийняли післявоєнний порядок, пояснює Ікенберрі. «Американська гегемонія небажана, відкрита та високоінституціоналізована — або словом, ліберальна» і « будь то мала чи великомасштабна війна, чи глобальна економічна криза, американський гегемоністський порядок, залишається апріорі імунітетом для майбутніх гегемоністів — претендентів».
Баррі Посен
У праці «Командний загал: Військовий фонд гегемонії США» Баррі Позен зосереджується винятково на військових можливостях США. Ключ до переваги США — це «загальне командування морем та повітряним простором». Але командування провізіями та американська наполегливість у підтримці власної всюдисущості піднімає важливі питання для американської стратегії: "Ще до 11 вересня терористичні атаки, зовнішньополітичні дебати звужувались до суперечки між першочерговим і вибірковим захопленням, між націоналістичною, однобічно версією гегемонії та ліберальною, багатосторонньою версією гегемонії ". Американське командування провізіями, за твердженням Позена, здійснює свій вплив для селективного взаємодії. Позен вважає, що доктрина Буша була проблематичною, оскільки вона не лише створила напружену ситуацію серед союзників США, а й спричинила «інших до союзництва проти Сполучених Штатів». Гарантування безпеки провізіям через вибіркове залучення є надзвичайною стратегією, оскільки вона є економічно ефективною, забезпечує інтереси США і робить збройні сили США впливовими практично в усьому світі, оскільки вони гарантують безпеку іншим народам.

## Біполярність

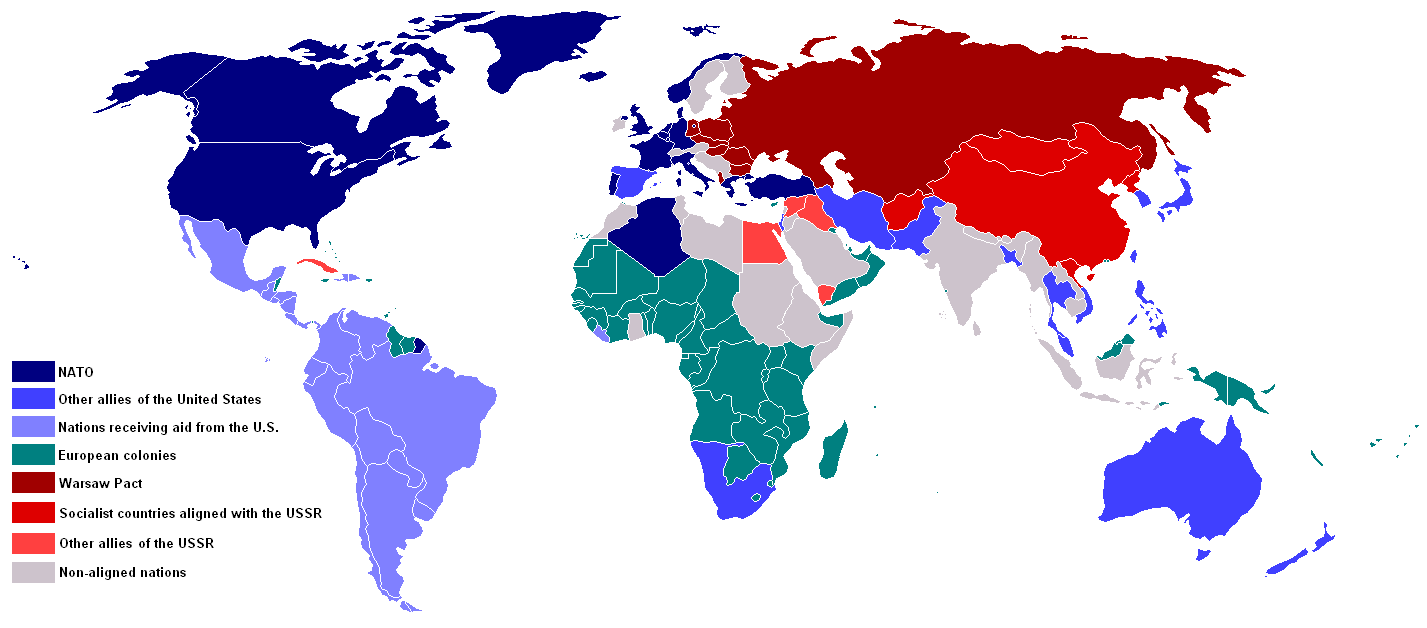
Сфери впливу двох наддержав часів холодної війни (США і СРСР) в 1959 році: — «Перший світ»: члени НАТО (темно-синій) і їх «західні» союзники (світло-блакитний).
- «Другий світ»: Варшавський договір signees (червоний) і їх соціалістичні союзники (рожевий).
- «Третій світ»: нейтральні країни (сірий) і Колонії (зелений).

Біполярність це розподіл влади, при якому дві держави мають більшу частину впливу на економічну, військову і культурну сфери на міжнародному або регіональному рівні. Часто сфери впливу розвиваються. Наприклад, в Холодній війні, більшість західних і капіталістичних держав підпадали під вплив США, в той час як більшість комуністичних держав підпадали під вплив СРСР. Після цього дві сили, як правило, маневрують для підтримки незатребуваних областей. Що в разі холодної війни означає Африку, Австралію і т. д. (див карту нижче).

## Мультиполярність
Мультиполярність це розподіл влади, при якій більше чотирьох національних держав мають майже однакову кількість військового, культурного та економічного впливу.
Мультиполярність в політиці передбачає наявність в світі декількох полюсів сили (військовий полюс, цивілізаційний полюс, політичний полюс і економічний полюс), що не перевищують і не розповсюджують свій вплив один на одного. Однак поняття «багатополярності» часто плутають з «багатоцентричністю» — наявністю в світі декількох центрів сили. У 1989 році з закінченням Холодної війни, біполярний світ (по суті — біцентрічний) (США і СРСР) поступово змінюється багатоцентричним, де не повинно бути двох протиборчих центрів і периферії у вигляді третього світу, але теоретично, кожною самостійною країною буде проводитися своя внутрішня і зовнішня політика.

## Неполярність
Неполярність — це міжнародна система введена Річардом Хаасом. Вона включає в себе численні центри влади, але жоден з цих центрів не домінує над іншими. Центрами влади можуть бути національні держави, корпорації, неурядові організації, терористичні групи тощо. Сила зосереджена у багатьох руках та в багатьох місцях. Слабкими місцями неполярності є ліберальні уявлення про владу в рамках реалістичної парадигми, послаблення значення «полярності», і не поширеність в звичайних дискусіях про полярність.

## Деволюція
Зазвичай цей термін визначається як децентралізація влади в межах держави. Термін «децентралізація», застосовується до міжнародних відносин, описує процес, за допомогою якого держави отримують більшу автономію у регіональних справах, але не досягають статусу глобальної влади. В теорії про те, що світ рухається від однополярного порядку до багатополярного світу з різними центрами влади найбільшим противником виступає США. Амітай Ецціоні стверджує, що в найближчому майбутньому глобальний перерозподіл влади йде за іншою схемою: «ця зміна, здається, спрямована на більшу регіональну автономію або збільшення децентралізації та більшу різноманітність відносин між Сполученими Штатами та регіональними державами». Ця альтернативна теорія має наслідки для політики, оскільки "бажання більшого контролю серед держав, що розвиваються може бути більш зручним, ніж прагнення заперечувати Сполучені Штати як глобальну наддержаву ".

## Вимірювання концентрації сили
У «Корелятах війни» використовується системна концентрація формули сили для розрахунку полярності великої системи. Формула була розроблена Девідом Сінгером у 1972 році.
Чим ближче концентрація досягає до нуля, тим більш рівномірно розподілена потужність. Чим ближче до 1, тим більше концентрована сила. Існує загальна, але не сувора кореляція між концентрацією та полярністю. Рідко можна знайти результат більше 0,5, але результат між 0,4 і 0,5 зазвичай вказує на однополюсну систему, а результат в межах від 0,2 до 0,4 зазвичай позначають біполярну або багатополярну систему.

### Виноски
1. 1 2 3  Monteiro, Nuno. "Polarity and Power: U.S. Hegemony and China's Challenge".
2. ↑  Jervis, Robert. Unipolarity: A Structural Perspective. World Politics. Т. 61, № 1. ISSN 1086-3338. {{cite news}}: |access-date= вимагає |url= (довідка)
3. ↑  Nexon, Daniel H.; Wright, Thomas (1 травня 2007). What's at Stake in the American Empire Debate. American Political Science Review. Т. null, № 02. с. 253—271. doi:10.1017/S0003055407070220. ISSN 1537-5943. Процитовано 5 червня 2016.
4. 1 2  Waltz, Kenneth N. (1 січня 1964). The Stability of a Bipolar World. Daedalus. Т. 93, № 3. с. 881—909. Процитовано 5 червня 2016.
5. 1 2 3  Wohlforth, William C. The Stability of a Unipolar World. International Security. Т. 24, № 1. с. 5—41. doi:10.1162/016228899560031. Процитовано 5 червня 2016.
6. ↑  Fichte (1806). “Characterisitics of the Present Age”. Theory and Practice of the Balance of Power.
7. ↑  Kohn, Hans (1962). “The US and Western Europe: A New Era of Understanding”. Orbis. с. 17.
8. 1 2  K'ang, Yu-wei (1958). The One World Philosophy. London.
9. ↑  K'ang Yu-wei (1985). The One World Philosophy. London: tr. Thompson, Lawrence G. с. 79.
10. ↑  K'ang Yu-wei (1985). The One World Philosophy. London: tr. Thompson, Lawrence G. с. 79—80, 85.
11. ↑  George Vacher de Lapouge (1899). L`Aryen: Son Role Social. Nantes.
12. ↑  Primacy and Its Discontents. MIT Press. Процитовано 5 червня 2016.
13. ↑  Ikenberry, G. John (1998). Institutions, Strategic Restraint, and the Persistence of American Postwar Order. International Security. Т. 23, № 3. с. 43—78. doi:10.2307/2539338. Процитовано 2 травня 2018.
14. 1 2  Posen, Barry R. (2003-07). Command of the Commons: The Military Foundation of U.S. Hegemony. International Security (англ.). Т. 28, № 1. с. 5—46. doi:10.1162/016228803322427965. ISSN 0162-2889. Процитовано 2 травня 2018.
15. ↑  Foreign Affairs. Foreign Affairs (англ.). Процитовано 2 травня 2018.
16. ↑  Monteiro, Nuno P. (2012). Unrest Assured: Why Unipolarity Is Not Peaceful. International Security. 36 (3): 9—40. doi:10.1162/ISEC_a_00064. ISSN 0162-2889. S2CID 57558611.